# 七股 (臺南市大字)
七股，原稱為七股藔，是臺灣臺南市七股區的一個傳統地域名稱，也是全區行政中心所在地，位於該區中部略偏東。相較於今日行政區，其範圍大致包括七股里不含南端、樹林里西北端、大埕里西部中至南段、玉成里、篤加里南部西側凸出部分的南側、龍山里東北部凸出部分的東部、溪南里北部。
本地區境內主要聚落為七股藔、玉成、溪南藔，設有七股國小。

## 歷史
台灣日治初期，七股地區為一街庄，稱為「七股藔庄」（舊制街庄），隸屬於蕭壠堡。該庄昔日北與篤加庄為鄰，東與大藔庄、樹仔腳庄為鄰，南邊為三股仔庄，西邊為下山仔藔庄。
1901年（日治明治三十四年）11月11日，全台廢縣廳改設二十廳，該庄隸屬於鹽水港廳。1904年（明治三十七年）4月1日，該庄編入「下營區」，隸屬於鹽水港廳。1906年（明治三十九年）4月1日，鹽水港廳內管轄區域調整，該庄仍隸屬於下營區。1909年（明治四十二年）10月25日，全台合併二十廳為十二廳，下營區改隸屬於臺南廳。1920年（大正九年）10月1日，全台地方制度大改正，廢十二廳改設五州二廳，該庄改制並簡化為「七股」大字，隸屬於臺南州北門郡七股庄（新制街庄）。
戰後七股庄改制為七股鄉，隸屬於臺南縣，大字亦改制為村。1950年（民國39年）10月25日，雲、嘉、南分治，七股鄉仍隸屬於臺南縣。2010年（民國99年）12月25日，臺南縣、市合併為直轄臺南市，七股鄉改制為七股區，村亦改制為里。

## 聚落
本地區發展較早的聚落為下七股藔（溪南藔）、上七股藔（七股藔）、六成（玉成），在日治初期的官方地圖上已有記載。

## 交通
省道台17線又稱「西部濱海公路」，是甲南至水底寮的幹道，經過本地區玉成、七股寮兩個聚落。由該道路北行可前往將軍區、北門區、嘉義縣布袋鎮、東石鄉等地；南行可前往安南區、臺南市北區/中西區、南區、高雄市茄萣區等地。
市道176號是新山子寮至隆田的道路，經過本地區七股寮、玉成兩個聚落，其中部分路段與省道台17線共線。由該道路西行可前往下山子寮地區的新山子寮聚落，並止於省道台76線七股交流道西側；東行可前住佳里區、麻豆區、官田區，並止於隆田聚落的省道台1線路口。
區道南25-3線是中寮至篤加南的道路，經過本地區北部邊界地帶西端。
區道南31-1線是海寮至溪南的道路，其東北側端點（終點）位於本地區中部偏東南的省道台17線路口，由此向西南西會經過本地區的溪南藔聚落。
區道南34線是三合寮至西港的道路，其西側端點（起點）位於本地區中部偏東北的省道台17線路口。
區道南36線是十一份至麻豆寮的道路，其西側端點（起點）位於本地區南部邊界地帶略偏東的省道台17線路口。

## 學校
- 七股國小

## 公務機關
- 七股區公所
- 臺南市佳里戶政事務所七股辧事處
- 臺南市政府警察局佳里分局七股分駐所